# Guillermo García Frías
Guillermo García Frias (El Plátano, 10 de fevereiro de 1928), é um comandante da Revolução Cubana. De ascendência muito humilde, de origem camponesa, era um dos condutores de mulas a serviço de Crescencio Pérez, agricultor que cultivava maconha na Serra Maestra, quando o iate expedicionário Granma desembarcou em 2 de dezembro de 1956.
Ele foi o primeiro camponês incorporado e promovido do Exército Rebelde. Destacou-se nos combates e tornou-se segundo chefe da III Frente Oriental comandada por Juan Almeida Bosque. Em janeiro de 1959, quando a Revolução Cubana chegou ao poder, já ocupava o posto de Comandante das Forças Armadas Revolucionárias. Posteriormente foi Diretor da Companhia Nacional de Proteção à Flora e Fauna, tendo ajudado a preservar inúmeras espécies endêmicas de Cuba. Pertence ao Comitê Central do Partido Comunista de Cuba, e é condecorado como Herói da República de Cuba e Herói do Trabalho de Cuba.

## O Camponês
De origem camponesa da zona de Granma (antiga província de Oriente), nasceu em El Plátano, um intricado ponto da Serra Maestra pertencente ao município de Pilón, no meio da miséria que vivia em todos os recantos rurais de Cuba na época. Sua família sempre correu perigo com os abusos a que os camponeses eram submetidos pela Guarda Rural.
Sua família conseguiu subsistir nesses ambientes hostis graças ao intercâmbio que mantinha com a natureza. Entre suas principais atividades, ainda quando criança, ajudava os pais no cultivo da terra.

## No Exército Rebelde
Assim que o iate Granma desembarcou em 2 de dezembro de 1956 na área de Playitas Las Coloradas, Guillermo García Frías ficou no comando junto com um grupo de agricultores que haviam previamente concordado com Celia Sánchez em ajudar esses expedicionários a escalar a Serra Maestra para assentamento imediato em a área. Foi uma missão extremamente perigosa devido ao constante assédio que o exército de Batista mantinha contra os camponeses. Dada a atitude assumida por Guillermo García Frías com os expedicionários, Fidel Castro diria:
...os dias muito difíceis em que o camarada Guillermo, depois dos reveses iniciais, nos ajudou a recolher as armas e depois aquela longa história, com cada uma das novidades, com cada um dos combates, com cada um dos esforços, dos sacrifícios, das façanhas do nosso pequeno exército.
Foi o primeiro camponês a ingressar no Exército Rebelde. Guillermo García liderou um grupo de expedicionários a Cinco Palmas, entre eles estava o jovem Fidel Castro após o encontro surpresa com a Força Aérea em Alegría de Pío. Uma vez lá, Fidel lhe confia a missão de ir ao local de desembarque e resgatar as armas que ali estavam escondidas, tarefa que o camponês cumpre com sucesso.
O líder desse grupo de jovens rebeldes, Fidel Castro, rapidamente o integrou no Exército Rebelde. Diz-se que devido à sagacidade deste camponês a semente da insurreição foi preservada no meio das constantes perseguições do exército inimigo. Foi um soldado destacado, tornando-se o segundo no comando da Terceira Frente Oriental sob Juan Almeida Bosque.

## Pós-Revolução
Fez parte do tribunal que julgou o Comandante Huber Matos em dezembro de 1959. Guillermo García ocupou vários cargos no Exército Revolucionário cubano, incluindo o de primeiro chefe do recém-organizado Exército Ocidental. Exerceu o cargo de Vice-Presidente do Conselho de Estado e de Ministros e posteriormente Ministro dos Transportes. Tornou-se, no Primeiro Congresso do Partido Comunista de Cuba, Membro do Bureau Político do seu Comitê Central, e atualmente é Membro do referido Comitê Central.
Criou a direção da Empresa Nacional de Proteção da Flora e da Fauna, cargo que ocupa atualmente. Nessa capacidade ficou conhecido como "O Comandante Avestruz" por ter sugerido que avestruzes têm mais carne que vacas e que sua criação aliviaria a grave escassez de carne em Cuba. A fala ocorreu durante uma entrevista no programa Mesa Redonda, em 2019, onde o velho Comandante rebelde ainda afirmou que a carne da jutía – espécie de rato gigante – tem mais proteína que outras espécies e a sua pele é de alto qualidade; e que o consumo de carne de crocodilo também deveria ser uma opção. As declarações do general geraram polêmica e risos entre os cubanos, que tornaram moda as palavras crocodilo, avestruz e jutía; com Guilhermo sendo alvo de diversos memes na internet. Os memes circularam em ambos os lados do Estreito da Flórida, e as redes de mídia social explodiram com memes alegres contra as sugestões do "Czar do Avestruz". Músicas, melodias e até poesias parodiando as recomendações de dieta se espalharam como fogo, sendo alegremente trocadas, com saudações familiares, entre Miami e Havana. Uma destas paródias foi "A Conga do Avestruz".

### Honrarias
Foi um dos "Três Comandantes da Revolução Cubana" junto com Juan Almeida Bosque e Ramiro Valdés Menéndez. Por sua carreira na luta pela liberdade de Cuba, foi-lhe concedido o status de Herói da República de Cuba. Em 2018, foi condecorado Herói do Trabalho de Cuba por Raúl Castro. Em 2023, foi publicado o Las batallas de Guillermo, conversaciones con un Comandante de la Revolución Cubana ("As Batalhas de Guillermo, Conversas com um Comandante da Revolução Cubana", em tradução livre), do jornalista Wilmer Rodríguez, prefaciado pelo General Raúl Castro e que conta a sua história na Revolução Cubana.

## Família
O Comandante Guillermo García é avô do jogador de basebol cubano de mesmo nome que joga pela Federação Cubana de Basebol (em castelhano:  Federación Cubana de Béisbol, FCB). O jogador é filho de Marina García Vega, filha primogênita do Comandante Guillermo García Frías. Guillermo García participara da seleção nacional cubana nas Copas do Mundo Sub-23 (de 2021 e 2022) e no Pré-Mundial da mesma categoria na Nicarágua no final de 2023. Jogou no Canadá pelos Québec Capitales antes de ser transferido para um time da República Dominicana, de modo a jogar nas Grandes Ligas dos Estados Unidos.